# Teve2
teve2 est une chaîne de divertissement turque appartenant au groupe Demirören. La chaîne a été lancée le 18 août 2012 sous le nom de tv2 pour remplacer TNT, qui avait décidé de se retirer du marché turc en raison de difficultés. En 2016, la chaîne a changé son nom en teve2. Comme la plupart des chaînes turques, des programmes locaux et étrangers sont diffusés sur la chaîne et les programmes étrangers peuvent être diffusés soit doublés, soit dans leur langue d'origine. La chaîne est surtout connue pour sa diffusion du jeu télévisé Kelime Oyunu (Word Game en anglais).

## teve2 HD
teve2 HD est la version haute définition de la chaîne teve2, la chaîne a été lancée en février 2013. Jusqu'en 2014, la chaîne n'était accessible que via la plate-forme D-Smart, mais avec le lancement du satellite Turksat 4A, elle a été ajoutée à Filbox et au satellite Turksat 4A.